# لي ارين
لي ارين (بالإنجليزية: Lee Warren)‏ (28 فبراير 1969 بمانشستر في المملكة المتحدة - ) هو لاعب كرة قدم بريطاني في مركز الدفاع. لعب مع ليدز يونايتد ونادي دونكاستر روفرز ونادي روتشديل وهال سيتي وStocksbridge Park Steels F.C. ‏ ونادي جوول ‏ وBrigg Town F.C. ‏ ونادي بارو ولينكولن سيتي أف سي.

## وصلات خارجية
- لي ارين على موقع قاعدة بيانات كرة القدم.إي يو (الإنجليزية)
- لي ارين على موقع Soccerbase.com (لاعب) (الإنجليزية)